# Heinrich Dallmann
Heinrich Dallmann (* 27. Februar 1799 in Elverdissen; † 2. Mai 1868 ebenda) war ein deutscher Landwirt und preußischer Abgeordneter.

## Leben
Er war Landwirt (Kolon) in Elverdissen. Obwohl er zuvor öffentlich kritisiert worden war, wurde er zum Abgeordneten der preußischen Nationalversammlung gewählt. Er gehörte zu einer Gruppe von pietistisch geprägten konservativen Landwirte aus dem Umfeld des Pfarrers Clamor Huchzermeyer im Parlament. Er bekannte sich in einer Wahlrede zu einem starken Königtum und lehnte dessen parlamentarische Legitimation ab. Er gehörte 1849 und 1852/53 der zweiten Kammer des preußischen Landtages an. Das Mandat legte er im Oktober 1852 nieder. Er überreichte 1862 König Wilhelm I. eine Ergebenheitsadresse konservativer Landwirte.